# Wydrna
Wydrna (do 14 lutego 1968 Wydrne) – wieś w Polsce położona w województwie podkarpackim, w powiecie brzozowskim, w gminie Dydnia. Leży w wąskiej dolinie potoku Ubocza, lewego dopływu Sanu, na wysokości 394 m n.p.m. Nazwa wsi pochodzi prawdopodobnie od wydr żyjących w tej okolicy.
W latach 1975–1998 miejscowość administracyjnie należała do województwa krośnieńskiego.

## Historia
Z najstarszych wzmianek o Wydrnej wiadomo, że od 1430 do 1650 r. wieś ta należała do rodziny Dydyńskich herbu Gozdawa, piszących się wówczas Dedyńskimi z Dedni (czyli Dydni). W latach 1430–1447 należała do Małgorzaty Dydyńskiej, wdowy po Mikołaju. Po niej odziedziczyli ją synowie Paweł i Mikołaj. Oprócz Wydrnej byli oni jeszcze w posiadaniu wsi: Krzemienna, Temeszów i Falejówka. W 1489 roku trzej synowie Elżbiety, tj. Jan, Zygmunt i Stanisław Dydyńscy, podzielili majątek pomiędzy siebie w taki sposób, że Janowi przypadły wsie: Falejówka, Jabłonka i połowa Wydrnej, zaś Zygmunt i Stanisław stali się właścicielami Dydni, połowy Wydrnej, Temeszowa, Krzemiennej oraz Jabłonicy Ruskiej.
W latach 1650–1700 właścicielami wsi byli Wisłoccy herbu Sas. Przez Annę Wisłocką, zamężną z podczaszym liwskim Melchiorem Gniewoszem herbu Rawicz, wieś przeszła na Gniewoszów, do których należała do 1780 roku. Przez następne 20 lat pozostawała własnością rodziny Ścibor-Rylskich.
Od początku XIX wieku była we władaniu Jana Antoniego Czaplic-Pohoreckiego, a potem jego syna Feliksa, szlachcica światłego i dążącego do zniesienia pańszczyzny w Galicji, od którego majątek ten zakupił w 1829 roku Marcin Sękowski herbu Prawdzic (1781-1834), ożeniony z Teklą z Grodzickich (1790-1855). Potem była to własność ich syna, Edwarda Sękowskiego (1823-1887), ożenionego z Wiktorią z Jagielskich (1827-1896). Z dokumentów parafialnych w Dydni wynika, że w XIX w. górna część Wydrnej była dzierżawiona przez rodzinę Suchodolskich herbu Janina. Tam w 1845 roku urodził się Leopold Suchodolski – powstaniec styczniowy. W połowie XIX wieku właścicielami posiadłości tabularnej w Wydrnej byli bracia Sętkowscy.
W 1846 roku podczas rzeźi galicyjskiej, która swym zasięgiem objęła również Wydrną. Chłopi z okolicznych wsi napadli na dwory Suchodolskich i Sękowskich, plądrując przy tym ich majątek.
W 1894 roku folwark dolny objęła córka Edwarda Sękowskiego (1823-1887) i Wiktorii z Jagielskich (1827-1896), Bronisława Sękowska (1852-1929), zamężna z Franciszkiem Ksawerym Gedlem (1837-1905), która jako bezdzietna przepisała swe dobra w 1920 na młodszą siostrę, Jadwigę (1862-1948), zamężną ze Stefanem Klingiem (1838-1901). Natomiast wieś górna, stanowiąca 3/4 całego majątku, wyszła z posiadania Sękowskich w 1903 roku, kiedy brat Bronisławy, Romuald Sękowski (1865-1889) sprzedał należące do niego dobra Antoniemu Krupnickiemu. Znacznie w ten sposób pomniejszony (o 75%) majątek Sękowskich dzięki takiemu podziałowi uniknął przymusowej parcelacji po II wojnie światowej, a skromny dworek Sękowskich w dolnej części wsi nadal należy do potomków tej rodziny.

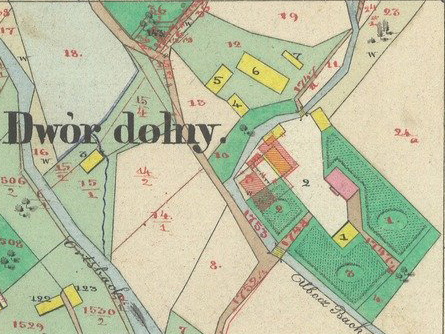
Dwór dolny w Wydrnej na mapie z 1851

## Zabytki

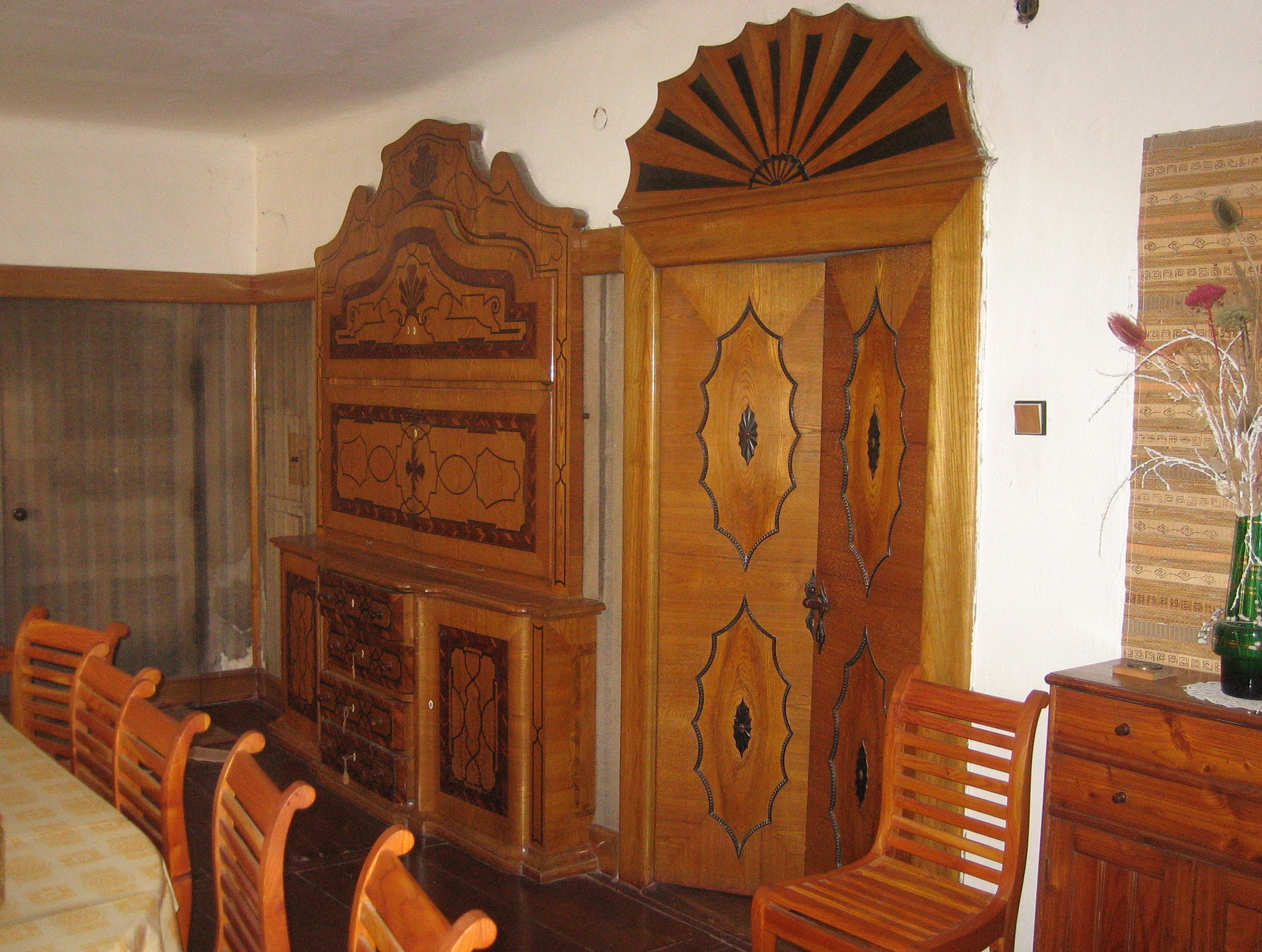
Wnętrze zabytkowego dworku Sękowskich w Wydrnej

- Dwór, parterowy, murowany został zbudowany prawdopodobnie w 1845 z inicjatywy Edwarda Sękowskiego. Przed wejściem znajduje się ganek wsparty na 4 kolumnach, nad nim facjatka z balkonikiem. Dach jest czterospadowy z lukarnami, kryty dachówką. Pierwotnie w dworku znajdowało się pięć pomieszczeń oraz sień. Ok. 1890 r. dobudowano z cegły podpiwniczoną część zachodnią. W 1920 roku podniesiono dach oraz przystosowano strych do potrzeb mieszkalnych.

Wewnątrz dworku stropy są belkowane, a podłogi dębowe z desek ułożonych w kwadraty. Znajduje się tu XVIII-wieczna komoda roboty kolbuszowskiej. Wśród obrazów są 2 pejzaże późnoklasyczne (jeden z 1837 r.) oraz portrety pochodzące ze zniszczonego dworu w Witryłowie: dwa XVIII-wieczne, przedstawiające Fredrę i Fredrową, oraz jeden w stylu biedermeierowskim, ukazujący zmarłą w 1855 roku Teklę z Grodzickich Sękowską.
W dworku gościli prezydent Ignacy Mościcki oraz Melchior Wańkowicz.

## Prezydent RP Ignacy Mościcki w Wydrnej

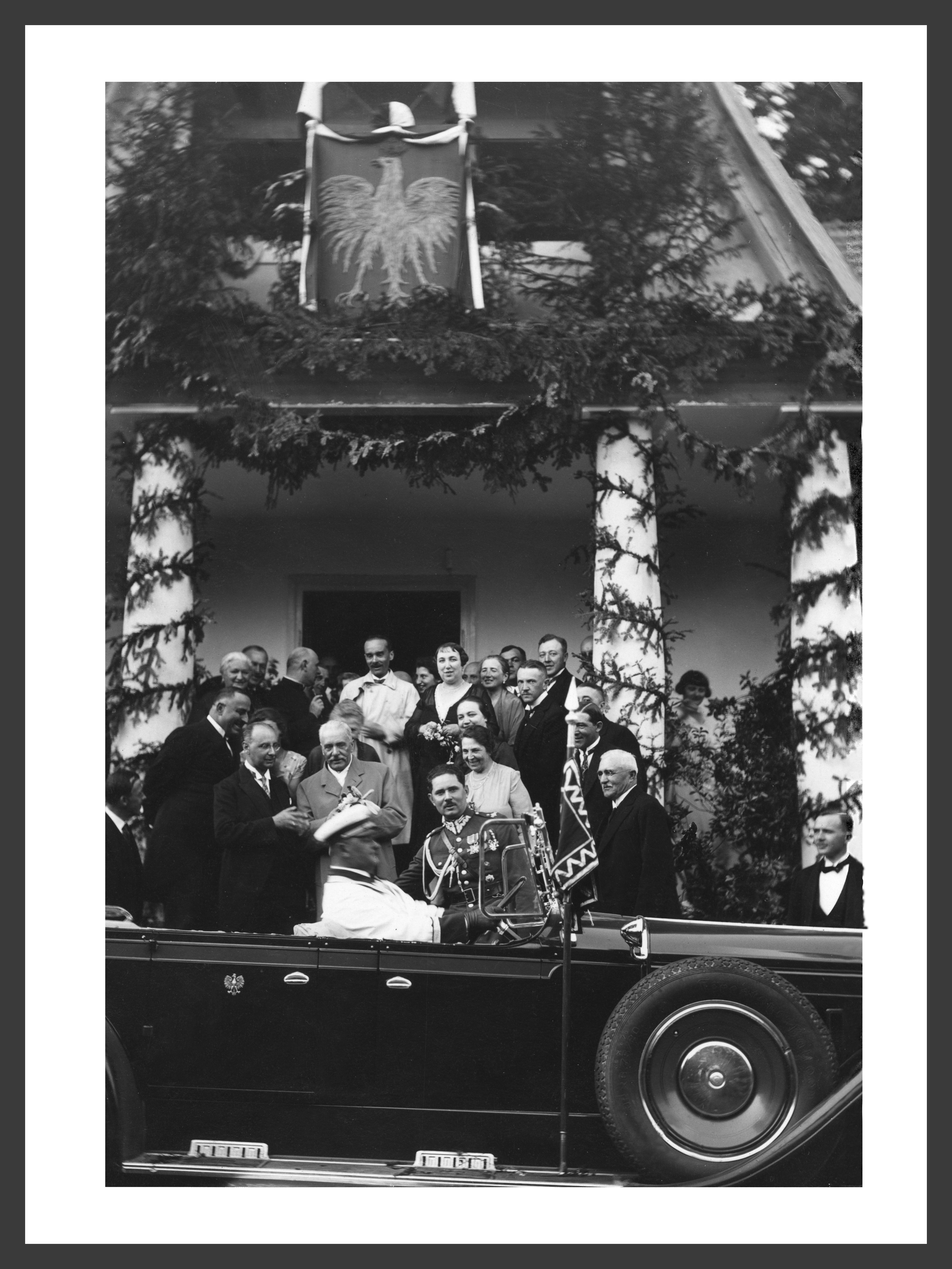
Prezydent Ignacy Mościcki w Wydrnej w 1929 r.

21 lipca 1929 Wydrną odwiedził prezydent Ignacy Mościcki. Wizytując Małopolskę podczas objazdu dzielnicowego włączył on w swój program wizyt krótki wyjazd z Łańcuta na kilka popołudniowych godzin do pobliskiej Wydrnej. Przybył tu, by osobiście podziękować profesorowi chemii na Uniwersytecie Jana Kazimierza we Lwowie Kazimierzowi Klingowi (którego rodzina zamieszkiwała w Wydrnej) za to, że zgodził się przenieść ze Lwowa do Warszawy i objąć tam stanowisko dyrektora Instytutu Chemii. Obaj byli bliskimi kolegami i razem wydali szereg publikacji naukowych (Mościcki był profesorem chemii). Na dziesięć lat przed wyborem na prezydenta Kling współpracował z nim przy organizacji Chemicznego Instytutu Badawczego we Lwowie, a potem w Warszawie.
Okolicznościowa fotografia, zrobiona tego dnia przed dworem rodziny Sękowskich w Wydrnej, przedstawia prezydenta RP w rozmowie z Kazimierzem Klingiem. Powyżej, w białym płaszczu, wojewoda lwowski, hr. Gołuchowski. W przyjęciu uczestniczyło ok. 70 osób – ziemiaństwo ziemi sanockiej.